# 39 Clocks
The 39 Clocks waren eine Underground-Band aus Hannover. Zusammen mit Nova Express, The Beauty Contest, Shiny Gnomes, Multicoloured Shades, den Kastrierten Philosophen und Yellow Sunshine Explosion rechnet man sie zu den Neo-Psychedelic-Bands des deutschen 1980er-Jahre Underground.

## Geschichte
1980 erschien ihre 7-Inch DNS bei dem unabhängigen Plattenlabel No Fun Records, 1981 ebendort auch ihre LP Pain It Dark. Später wurden 39 Clocks-Platten auf dem eigenen Label „Psychotic Promotion“ und beim Hamburger Indie-Label What’s So Funny About veröffentlicht.
Kennzeichen der Band war ihre optisch von Velvet Underground, musikalisch aber von amerikanischen Garage Rock der 1960er-Jahre beeinflusste psychedelische Direktheit, die vergleichsweise simple eingesetzte Produktionstechnik (4-Spur-Gerät u. ä.), sowie die etwas „schräge“ Verwendung der englischen Sprache, teilweise ähnlich dem so genannten Denglisch. Optisch traten sie immer in schwarz und mit Sonnenbrillen auf und prägten Sätze wie „Schwarz-Weiß-Fernseher zeigen bessere Filme als Farbfernseher“. In Abgrenzung zum eher melodischen Psychedelic Rock nannten sie ihre Musik „Psycho-Beat“. Im Rückblick sprechen heute manche von den 39 Clocks als „deutsche Velvet Underground“ – ein Vergleich, den das Duo stets zurückwies. Einen Rockpalast-Auftritt wie die hannoverschen Kolleginnen von Hans-A-Plast hatten die 39 Clocks zwar nie, vergessen wurden sie aber dennoch nicht ganz. 1998 fand z. B. ein Titel der 39 Clocks auf dem Soundtrack des Films 23 – Nichts ist so wie es scheint Verwendung. Außerdem erinnert man sich der Vorreiter der deutschen „Psychedelic Renaissance“ wieder im Rahmen des Versuchs, Hannover zur kommenden Pop- und Rockmetropole zu stilisieren. Dabei werden die 39 Clocks auch zusammen mit Mainstream-Produkten, wie Scooter und Mousse T., genannt.

## Besetzung
1976 fanden sich die Hannoveraner Jürgen „J.G.39“ Gleue (Gitarre, Bass, Gesang) und Christian „C.H.39“ Henjes (Gitarre, Orgel, Gesang) noch unter den Bandnamen „Killing Rats“, später „The Automats“ zusammen. Das Kernduo wurde gelegentlich um Musiker erweitert wie die Schlagzeuger Claudius Hempelmann (er wechselte später zu den Labelmates und Neue-Welle-Vertretern von Der moderne Man) und Rüdiger Klose, der auch von seiner Mitarbeit bei den Kastrierten Philosophen her bekannt ist. Im Studio wurden sie unter anderen von Süsskind von Kosmonautentraum an der Melodika und Emilio Winschetti, Sänger der Labelmates Mythen in Tüten, später bei Mint und The Perc Meets the Hidden Gentleman, am Synthesizer begleitet. Für ihre zweite LP gründeten Gleue und Henjes ihre eigene Plattenfirma „Psychotic Promotion“, wo auch die Kastrierten Philosophen ihre ersten Platten veröffentlichten.
1983 trennte sich das Duo und Henjes gründete The Beauty Contest, die bei What’s So Funny About in Hamburg mehrere Platten herausbrachten. 1987 kam es zu einer einmaligen Reunion und LP-Veröffentlichung bei What’s So Funny About, die allerdings ohne weitergehende Folgen blieb. Gleue gründete in der Folgezeit das Label „Swamp Room“, spielte bei Projekten wie „Exit Out“ und „The Cocoon“ (mit Gunter Hampel) und veröffentlichte Solo-Aufnahmen als „Phantom Payn“, wobei er immer wieder mit Rüdiger Klose zusammentraf. 2011 erschien eine Split-EP mit „Banana Head“.

## Zitate
- „Melancholisch-stimmungsvoll, eine durchtuckernde Rhythmusmaschine hat oft etwas Depressives an sich. Einfache, ständig wiederholte Figuren auf verzerrter Gitarre ('DNS'). Fast noch besser eine sinistere Fassung von 'Twist & Shout' genannt 'Twisted & Shouts', die elegische Melodie wechselt langsam zu einem spitzen Kreischgeräusch. Überzeugend. Leider in englisch.“ (Hans Keller, Sounds Nr. 9/80)

## Diskografie (Auszug)
- 1980: DNS / Twisted And Shouts (7″-Single, No Fun Records)
- 1981: Pain It Dark (LP, No Fun Records)
- 1982: Aspetando Godo / New Crime Appeal (7″-Single, Psychotic Promotion)
- 1982: Subnarcotic (LP, Psychotic Promotion, 1988 bei What’s So Funny About)
- 1983: Blades in your Masquerade (Kompilation, LP, Flicknife Sharp)
- 1985: Cold Steel to the Heart (Rarities-Kompilation, LP, What’s So Funny About)
- 1987: 13 More Protest Songs (LP, What’s So Funny About)
- 1993: The Original Psycho Beat (Kompilation, CD, What’s So Funny About)
- 2009: Zoned (Compilation) (CD, De Stijl)
- 2009: Pain It Dark (CD, Bureau B)
- 2019: Next Dimension Transfer (5 CDs, Tapete Records)

## Diskografie Christian Henjes (Auszug)
- 1984: The Beauty Contest – Feel Fault (LP, What’s So Funny About)
- 1984: The Beauty Contest – City Lights (12″-Single, What’s So Funny About)
- 1985: The Beauty Contest – No. 6 (12″-Single, What’s So Funny About)

## Diskografie Jürgen Gleue (Auszug)
- 1985: Exit Out – Peruse Prankster (LP, What’s So Funny About)
- 1987: The Cocoon – While The Recording Engineer Sleeps (LP, Wilhelm Reich Schallspeicher)
- 1992: The Cocoon – Stretching Things (LP/CD, What’s So Funny About)
- 1991: The Phantom Payn – Vol. 1 Dig The Squares – They’re Ugly (LP+EP, GB 45)
- 1992: The Phantom Payn Act – Trouble with Ghosts (CD, Glitterhouse Records)
- 1993: The Phantom Payn Act – Trouble with Ghosts (Revised Version, LP, Hidden Records)
- 1994: The Phantom Payn Act – Bad Vibes Anyone ?? (LP/CD, Hidden Records)
- 1995: A Phantom Payn Seance – Telegraphic Grooves From A Dead Mailbox (LP, Hidden Records)
- 1997: The Phantom Payns – More Phantom Than Ever (LP, Toaster in Test)
- 2000: J.G.39 – Afternoon Non-Happenings (CD, No Label Records)